# 厚別警察署
厚別警察署（あつべつけいさつしょ）は、北海道警察本部が管轄する札幌方面の警察署の一つである。運転免許試験課の厚別優良運転者免許更新センターが庁舎2階にある。

## 沿革
- 2001年（平成13年）4月：厚別警察署発足（管轄区域は白石警察署管轄であった厚別区と豊平警察署管轄であった北広島市）。

## 組織
- 署長（警視）
- 副署長（警視）
- 留置管理課（管理係）
- 警務課（警務係、犯罪被害者支援係、相談係）
- 会計課（会計係）
- 刑事・生活安全官（警視）
  - 刑事第一課（強行犯係、鑑識係）
  - 刑事第二課（知能犯係、組織犯罪対策係、薬物銃器対策係）
  - 刑事第三課（指導係、盗犯係）
  - 生活安全課（生活安全係、少年係、生活経済・保安係、許可係）
- 地域・交通官（警視）
  - 地域課（企画係、指令係、実務指導係、地域係、自動車警ら係）
  - 交通第一課（企画・規制係、指導係）
  - 交通二課（捜査係）
- 警備課（課長は警部：公安係、外事係、警備係）

## 交番・駐在所
括弧内は所在地を表す。

### 札幌市厚別区
- 上野幌交番（札幌市厚別区上野幌1条2丁目6-25）
- 信濃交番（札幌市厚別区厚別中央5条2丁目5-21）
- 新札幌交番（札幌市厚別区厚別中央1条5丁目2-2）
- 森林公園交番（札幌市厚別区厚別北4条4丁目16）
- ひばりが丘交番（札幌市厚別区厚別中央2条2丁目1-30）
- もみじ台交番（札幌市厚別区もみじ台西4-2-50）

### 北広島市
- 北広島交番（北広島市中央1-2-1） - 交番所長は警視。
- 大曲交番（北広島市大曲中央2-4-2）
- 北広島駅前交番（北広島市北進1-2-13）
- 西の里駐在所（北広島市西の里南1-2-28）
- 輪厚駐在所（北広島市輪厚中央5-4-4）

## アクセス
- 北海道旅客鉄道（JR北海道）
  - 千歳線新札幌駅から徒歩6分
  - 函館本線厚別駅から徒歩15分
- 札幌市営地下鉄東西線新さっぽろ駅から徒歩6分

## 備考
- 厚別警察署内には北海道警察本部刑事部機動捜査隊、地域部自動車警ら隊の分駐所がある。
- 2011年3月、各課を統合し課長に警視を充てその下に警部の統括官を配置。
- 2012年より各課の統括官を課長代理に改称した。
- 2013年の組織改編により各課を統括する刑事・生活安全官（警視）、地域・交通官（警視）を配置して各課の課長には警部を充てた。